# Usk (Wales)

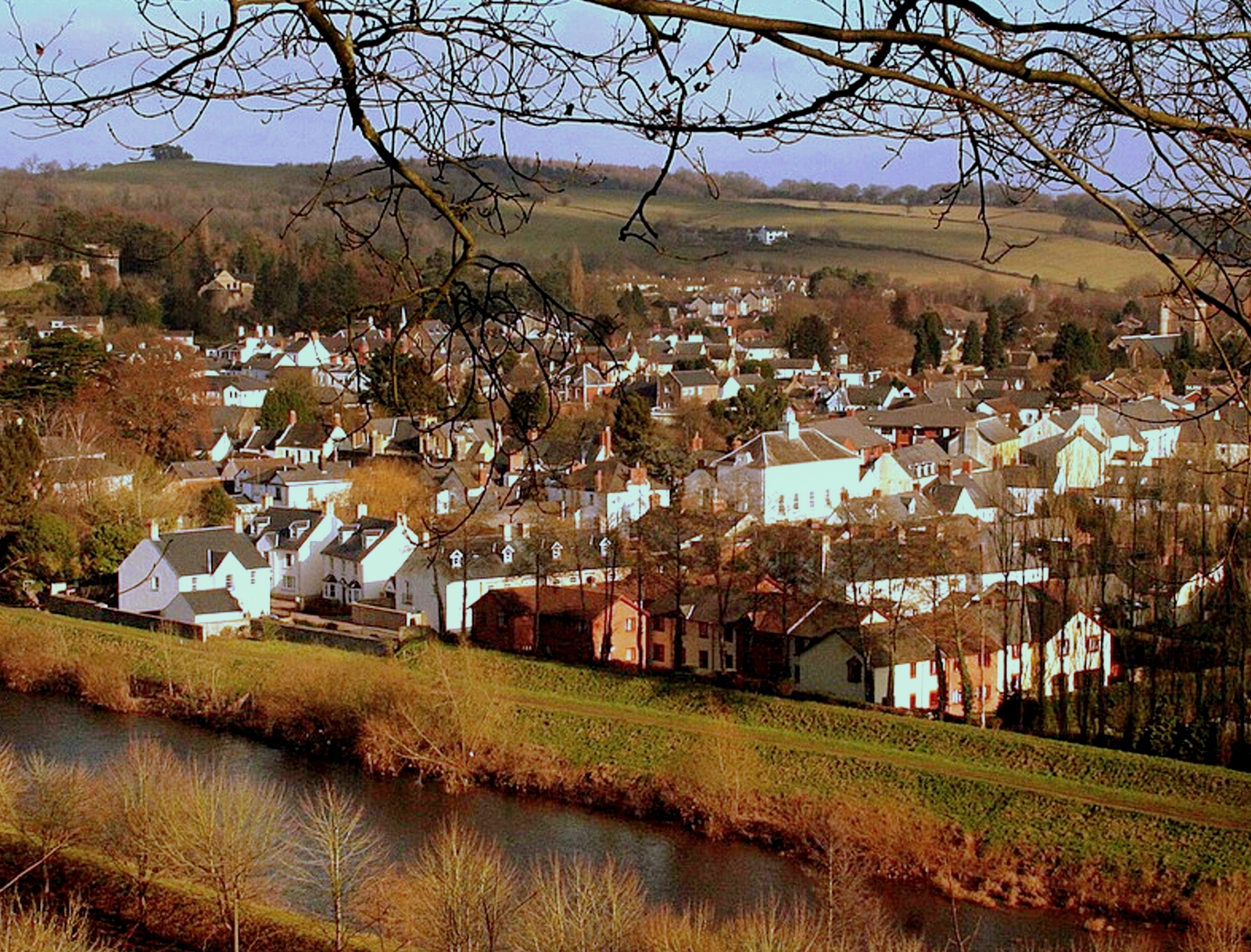
Blick auf Usk

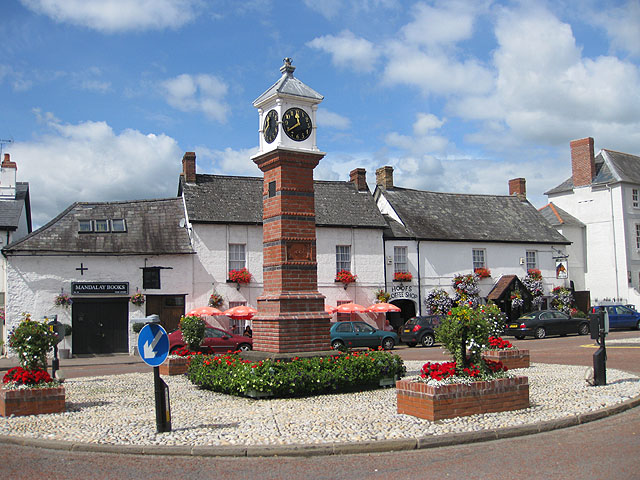
Ortsmitte mit Königin-Viktoria-Jubiläums-Uhr

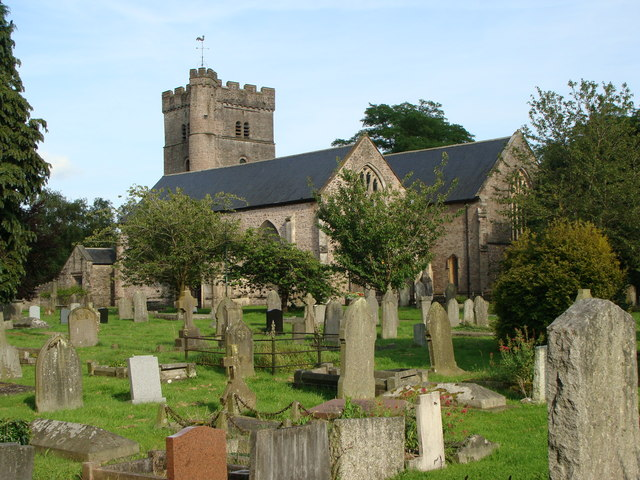
St. Mary’s Priory Church

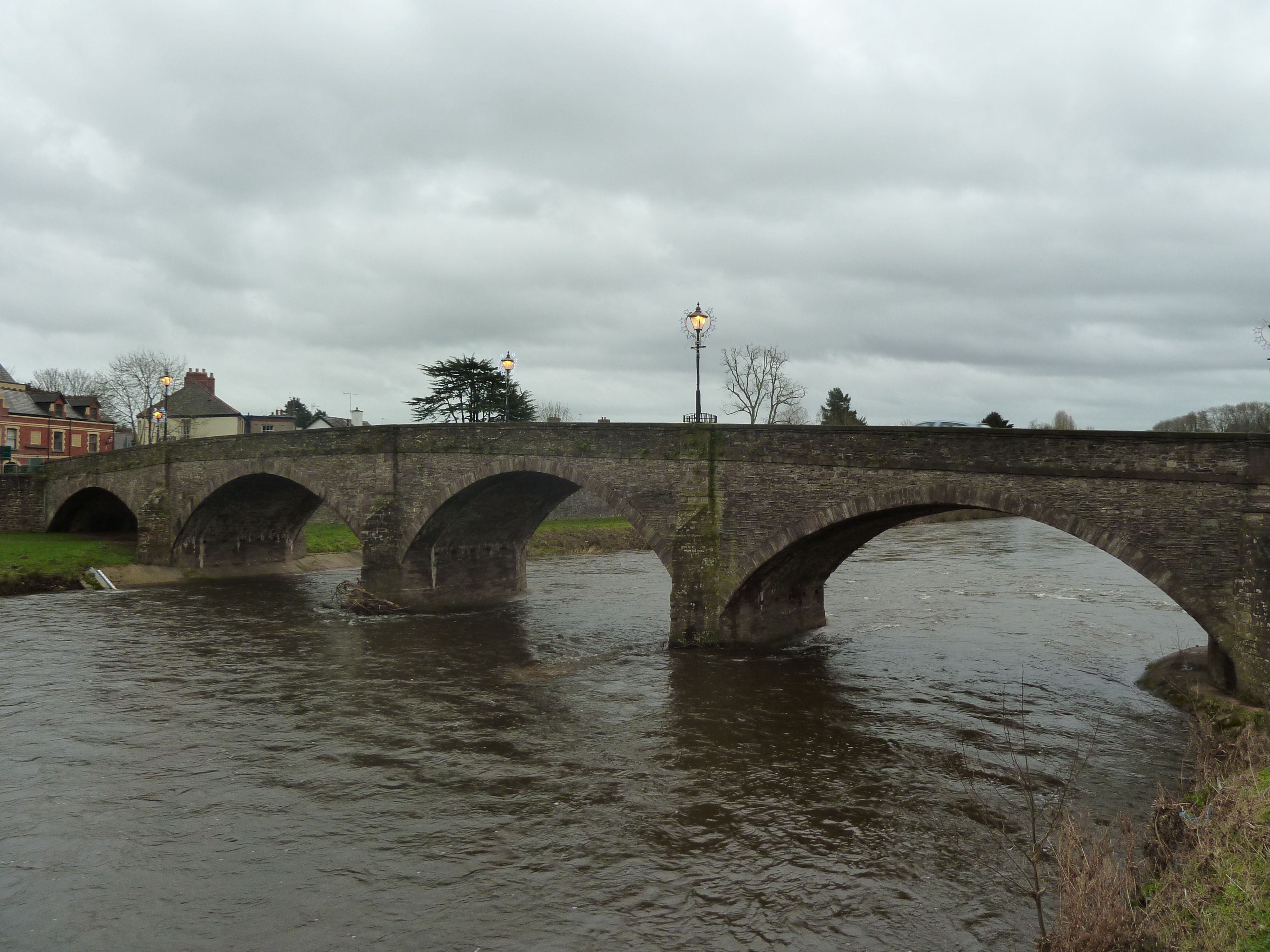
Usk Bridge von William Edwards.

Usk (walisisch Brynbuga) ist eine mit etwa 2300 Einwohnern kleine Stadt in der Grafschaft Monmouthshire in Wales, 15 Kilometer nordöstlich von Newport gelegen.
Usk ist bekannt für seine ländliche Umgebung. Der gleichnamige River Usk fließt durch die Stadt und ist überspannt von einer alten, fünfbögigen Steinbrücke am westlichen Stadteingang, die von William Edwards, dem Architekten der Pontypridd-Brücke, errichtet wurde.
Eine Burg über der Stadt überblickt den alten anglo-walisischen Grenzübergang. Usk gewann im Jahr 2005 den Stadtpreis des Entente Florale Europe.

## Unterhaltungsmöglichkeiten
- Die Stadt ist bekannt für ihre zahlreichen Pubs, Restaurants und Antiquitätengeschäfte. Viele Leute kommen von Newport und weiter entfernten Orten, um ein ruhiges Essen abseits der hektischen Großstädte zu genießen. An der Hauptstraße A 472 reiht sich eine kleine Ansammlung von alten Häusern, Restaurants, Pubs, Geschäften und Unternehmen (manche davon gehen zurück bis ins 15. Jahrhundert). Sie führt auch um den großen und ruhigen Stadtplatz.
- „Usk Island“ ist ein Park, dessen Name von einem kleinen Inselchen in der Mitte des Flusses herrührt. Er besteht überwiegend aus Graslandschaft, umgeben von Waldgebiet. Der Park ist ein beliebtes Ausflugsziel und es gibt dort einen großen Abenteuerspielplatz.
- Der South Wales Gliding Club befindet sich in der Nähe von Gwernesney, ca. 5 Kilometer östlich von Usk.[2]

## Geschichte
Usk wurde um das Jahr 75 mit dem Bau eines provisorischen Legionslagers (Burrium) gegründet. Obgleich der Platz von Hügeln begrenzt, damit der Gefahr von Hochwasser ausgesetzt und der Fluss nicht befahrbar war, eröffneten sich hier gute binnenländische Verbindungen flussaufwärts durch den Usk. Nach einiger Zeit zeichneten sich jedoch die Nachteile ab und die Römer verlegten ihr Lager südlich nach Caerleon. Die römischen Überbleibsel befinden sich am südlichen Stadtrand von Usk.
Nachdem die Römerfestung verlassen worden war, wurde sie dauerhaft als zivile Siedlung genutzt, wobei es Hinweise zur Bearbeitung von Eisen gibt. Die Normannen bemerkten die geografische und militärische Bedeutung von Usk innerhalb dieser Region und die mächtige Clare-Familie baute Usk Castle, um das umliegende Land und die Bewohner zu kontrollieren. Die Burg, heute versteckt hinter Bäumen, die im frühen 20. Jahrhundert gepflanzt wurden, ist eine der wenigen noch bewohnten und im Privatbesitz befindlichen Burgen in Wales.
Ein Benediktinerkloster wurde 1170 gegründet, ein Teil des Gebäudes ist in der Kirche St. Mary enthalten. Durch seine Lage wurde es unweigerlich immer wieder in Grenzstreitigkeiten zwischen den Engländern und den Walisern in diesem Teil der Walisischen Mark verwickelt.
Usk war der Geburtsort von Adam of Usk. Die Aufzeichnungen seiner Chronik belegen den walisischen Aufstand im Jahr 1403, als Owain Glyndŵr Usk bis auf die Grundmauern niederbrannte, um die Kontrolle über South Wales von den Engländern unter König Heinrich IV. und seinem Sohn, dem späteren König Heinrich V., zu erlangen. Die Schlacht von Pwll Melyn im Jahre 1405 ereignete sich, als englische Truppen ihre walisischen Kontrahenten belagerten. Viele verloren ihr Leben, wobei allein dreihundert gefangene Waliser vor der Burg Usk hingerichtet wurden. Owains Bruder Tudur wurde in dieser Schlacht getötet. Im Jahr 2005 wurde in Usk das 600. Jubiläum der Schlacht von Pwll Melyn mit einer Licht- und Tonshow gefeiert.
1678 war Usk der Schauplatz von St. David Lewis’ Martyrium für seinen vermeintlichen Anteil an der betrügerischen Papisten-Verschwörung von Titus Oates.
Im späten 18. Jahrhundert wurde Usk für die Qualität seiner Japanware bekannt, ein Verfahren, bei dem Gebrauchsgegenstände durch Aufbringen einer Lackierung auf Weißblech verziert werden. Das Verfahren wurde im Westen zunächst von Thomas Allgood aus dem nahegelegenen Pontypool entwickelt und kam nach Usk durch seine Enkel Thomas und Edward Allgood.

### Name
Usk war eine blühende Marktstadt in der viktorianischen Zeit. Sie bekam ihren Namen durch den Fluss – der Name ist abgeleitet vom alten britannischen Wort für Fluss, das so viel heißt wie „Fische im Überfluss“, der Name ähnelt vielen anderen in Britannien, z. B. Exe oder Esk, und ist mit dem schottischen uisge („Wasser“) und daher mit „Whiskey“ verwandt. Während des späten 20. Jahrhunderts wurde der Stadt offiziell der walisische Name Brynbuga zuerkannt, was so viel bedeutet wie „die Hügel von Buga“ und der erstmals im 15. Jahrhundert in den Aufzeichnungen so erwähnt wird. Der Anteil der walisischsprechenden Bevölkerung ist sehr niedrig.

### Umgebung
Llanbadoc, auf der gegenüberliegenden Seite des Flusses Usk, ist der Geburtsort von Alfred Russel Wallace, Mitbegründer der Evolutionstheorie.

## Haftanstalten
Das Gefängnis (HM Prison Usk), in Form einer viktorianischen Rotunde, befindet sich in der Nähe der Stadt. Die Schwesteranstalt ist das HM Prison Prescoed, welche 4,5 Kilometer südlich in der Nähe von Pontypool liegt. Das HM Prison Usk kann bis zu 250 Insassen aufnehmen, von denen die meisten Sexualstraftäter sind.

## Partnerstadt
Die Partnerstadt von Usk ist seit 1980 Graben-Neudorf in Baden-Württemberg. Seit dieser Zeit fanden zahlreiche Besuche zwischen den beiden Gemeinden statt, unter anderem der Besuch der Usk Youth Brass Band im Herbst 2006.